# George Chapman
George Chapman (Hitchin, en Hertfordshire h. 1559 - Londres 12 de mayo de 1634), poeta, dramaturgo y traductor inglés.

## Biografía
Estudió en el Trinity College de Oxford, donde recibió una buena formación en clásicos grecolatinos, aunque no obtuvo ningún grado; también, al parecer, en Cambridge. Alcanzó un gran conocimiento del griego que le sirvió para sus traducciones posteriores de Homero, pero también se imbuyó de la filosofía estoica de Epicteto y Séneca. En 1576 se trasladó a Londres bajo la protección de sir Thomas Walsingham, el príncipe de Gales y el Conde de Somerset, iniciando una afortunada carrera literaria. Amistó íntimamente con Edmund Spenser, Christopher Marlowe, Ben Jonson y el arquitecto Íñigo Jones, que proyectó su tumba en St. Giles in the Fields. Algunos pasajes de sus obras sugieren que debió viajar por diversos países europeos y participar en la campaña de Holanda. A causa de las mordacidades contra los escoceses contenidas en su comedia Eastward ho! (¡A Oriente!), cuando reinaba Jacobo I, un Estuardo, fue a dar con sus huesos en la cárcel junto a los otros autores de esta comedia, John Marston y, algo después, Ben Jonson.
En su lírica se muestra como un precursor de los poetas metafísicos: The Shadow of Night ("La sombra de la noche", 1593) y Ovid's Banquet of Sense ("El banquete de los sentidos de Ovidio", 1595). Otros poemas son De Guiana, Carmen Epicum (1596), en que se narra la exploración de Sir Walter Raleigh a la Guayana, y Euthymiae Raptus; or the Tears of Peace (1609). Concluyó Hero y Leandro (1598), un poema mitológico que dejó inacabado Christopher Marlowe. Se suele considerar a Chapman como el "poeta rival" que aparece en los Sonetos de Shakespeare.
Empezó a ser célebre cuando estrenó con éxito piezas teatrales escritas para la Compañía del Almirante bajo la dirección de Philip Henslowe; en estas piezas funde la escuela latina de Plauto y Terencio con la herencia de la Commedia dell'Arte; también aparece, antes incluso que en Ben Jonson, la caracterización por medio de la teoría de los cuatro humores que había vuelto a poner de moda el doctor Juan Huarte de San Juan. Otras de sus comedias son An Humorous Day's Mirth (1597), All Fools ("Todos locos", 1599), Monsieur d'Olive ("El señor de Olive", 1606), The Gentleman Usher ("El ujier gentilhombre", 1606) y May Day ("Día de mayo", 1611).
Sus grandes tragedias se inspiran en el estilo de Christopher Marlowe y tratan sobre todo temas de la historia de Francia: Bussy D'Ambois (1607), The Conspiracy and Tragedy of Charles, Duke of Byron ("La conspiración y tragedia de Carlos, duque de Byron", 1608), The Revenge of Bussy D'Ambois ("La venganza de Bussy d'Ambois", 1613) y The Tragedy of Chabot ("La tragedia de Chabot", publicada en 1639). Las trafedias sobre Bussy d'Ambois forman un ciclo interesante; el protagonista es un galán fogoso, pendenciero y enamoradizo, con el que no puede ni siquiera la propia muerte, pues, aunque es asesinado al final de la primera obra, en la segunda aparece como un fantasma e insta a su hermano para que lo vengue en las personas de varios personajes de la Corte francesa; las dos obras arrebatan con la fuerza de su lenguaje, acaso excesivamente retórico, y, si bien recuerdan al Tamerlán de Marlowe, son superiores en construcción y ritmo. Es interesante su pieza The Blind Beggar of Alexandria ("El mendigo ciego de Alejandría", 1596), que posee todos los elementos de una obra romántica.
También escribió piezas en colaboración: Eastward Ho! ("¡Rumbo al Este!", 1605), escrita con Ben Jonson y John Marston, contiene referencias satíricas a los escoceses y les valió a Marston y Chapman ser encarcelados; Ben Jonson fue a la cárcel con ellos voluntariamente. Rollo Duke of Normandy (fecha incierta), fue escrita con John Fletcher, Jonson y Philip Massinger. 
En cuanto a su labor como traductor, se le deben versiones de poetas griegos y latinos y algunos sonetos de Francesco Petrarca. En 1598 emprendió la traducción de la Iliada, que completó en 1612 y apareció en 1616 junto a la de la Odisea en The Whole Works of Homer (Las obras completas de Homero), constituyendo la que es primera traducción completa al inglés de las obras de Homero. Algo personal y de lenguaje barroco, pero con pasajes brillantes, la traducción de Chapman fue muy admirada por John Keats, en especial en su famoso poema Al empezar el Homero de Chapman, pero es hoy raramente leída. Tras pasar sus últimos años en la pobreza, Chapman murió en Londres el 12 de mayo de 1634.
El estilo de Chapman es demasiado barroco para el gusto moderno; los discursos que se apiñan en su pluma pecan de extensión, verbosidad, metáforas complicadas y frases y más frases, hasta el punto de que el entendimiento se queda tan maravillado como aturdido. Ya en su época no gustaba a críticos como John Dryden, quien dijo de él que era "una idea enana vestida con palabras gigantescas, repeticiones abundantes, incoherencias e hipérboles desmesuradas".